# Pseudocyttus maculatus
Pseudocyttus maculatus ist ein Meeresfisch aus der Ordnung der Petersfischartigen
(Zeiformes). Er kommt vor allem auf der Südhalbkugel der Erde vor. Fundstellen im Südatlantik sind die Küsten von Uruguay, Argentinien, der Falklandinseln sowie die Küsten von Namibia und Südafrika, außerdem die antarktische Bellingshausen-See. Im südlichen Pazifik wurde der Fisch an der Küste des südlichen Chile, bei Neuseeland, Tasmanien und New South Wales nachgewiesen, im Indischen Ozean bei den Kerguelen.

## Merkmale
Pseudocyttus maculatus wird maximal 68 Zentimeter lang und fünf Kilogramm schwer, bleibt für gewöhnlich aber bei einer Länge von 40 Zentimetern. Die langlebigen Fische können ein Alter von 100 Jahren erreichen. Sie sind hochrückig und seitlich stark abgeflacht. Jungfische sind silbrig mit zahlreichen dunklen Flecken von unterschiedlicher Größe. Die Flecken dehnen sich mit zunehmendem Alter aus und verdrängen die silbrige Farbe. Ausgewachsene Fische sind schokoladenbraun gefärbt mit dunkleren Flossen. Die Rückenflosse wird von fünf bis sieben Stacheln und 33 bis 36 Weichstrahlen gestützt. Die Afterflosse verfügt über zwei bis drei Flossenstacheln und 31 bis 34 Weichstrahlen.

## Lebensweise
Ausgewachsene Pseudocyttus maculatus leben über dem Meeresboden an den Rändern der Kontinentalschelfe in Tiefen von 400 bis 1500, meist zwischen 900 und 1100 Metern. Sie ernähren sich vor allem von Salpen. Die Fische unternehmen keine Vertikalwanderungen. Die pelagischen Eier und die Larven treiben nahe der Meeresoberfläche. Auch Jungfische leben nahe der Wasseroberfläche, normalerweise in der Nähe von Krillschwärmen.

## Nutzung
Die Fische werden kommerziell befischt und kommen in den deutschsprachigen Ländern unter der Handelsbezeichnung Neuseeländischer Sankt Petersfisch auf den Markt.